# Richard McGuire

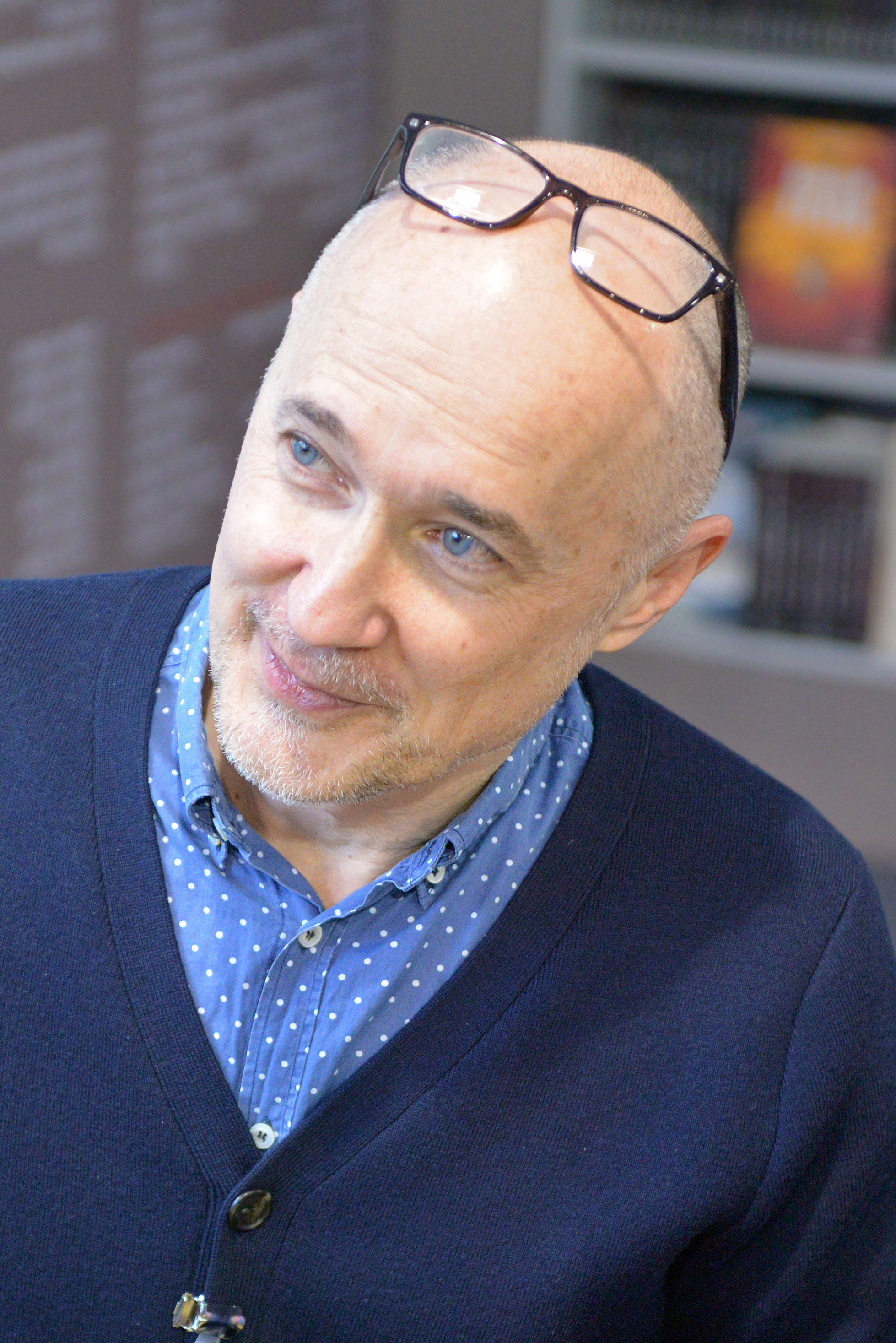
McGuire im Jahr 2015

Richard McGuire (geboren 1957 in New Jersey) ist ein US-amerikanischer Musiker, Kinderbuchautor, Spieleentwerfer, Illustrator, Comicautor und Multitalent.

## Leben
Richard McGuire spielte in den 1980er Jahren E-Bass und war Gründungsmitglied der Gruppe Liquid Liquid. Er schrieb und zeichnete Kinderbücher und entwarf Spiele. Seine Illustrationen erschienen in The New York Times, in Le Monde und auf Titelseiten von The New Yorker. 1989 zeichnete er für das Magazin Raw eine sechsseitige Geschichte unter dem Titel Here, mit der er in der Comicszene berühmt wurde. 2010 baute er diese Bildergeschichte zu einem Buch aus, das 2014 unter demselben Titel erschien und auch gleich ins Deutsche übertragen wurde.
McGuire erhielt 2006 beim Festival International de la Bande Dessinée d’Angoulême den „Preis der École Supérieure de l’Image“. 2007 zeichnete er einen Beitrag zu der französischen Filmproduktion Peur(s) du noir.
McGuire lebt in New York City und Paris.

## Hier
In der Graphic Novel Here wird die „Zeit“ in einem „Raum“ des Wohnzimmers eines Vorstadthauses im heutigen New Jersey entfaltet. McGuire versucht dabei die Simultaneität von unterschiedlichen Zeiten im Bewusstsein darzustellen. Jedes Bild hat eine zeitliche Verortung, die Bilder sind in dem Buch allerdings nicht der historischen Abfolge angeordnet. In den Bildern ist jeweils ein zusätzliches Bild eingefügt, dessen Handlung zeitlich davor oder in der Zukunft liegt. Eines der Bilder zeigt am Ort des Geschehens einen Rückgriff in die Zeit der Dinosaurier, das Jahr 2113 zeigt den Ort in der Tiefe eines Meeres, dazwischen stoßen 1624 europäische Eroberer und indigene Einwohner aufeinander, was Archäologen im Jahr 1986 dazu veranlasst, einer ältlichen Bewohnerin zu erklären, dass ihr Haus auf einer historic site stehe, wo sich schon Benjamin Franklin aufgehalten habe.
Unter der Regie von Robert Zemeckis entstand die im November 2024 veröffentlichte Verfilmung Here.

## Werke (Auswahl)
- The orange book. New York : Children’s Universe, 1992
- Night becomes day. New York : Viking, 1994
- What goes around comes around. New York : Viking, 1995
- What's wrong with this book?. New York : Viking, 1997
- Here. Pantheon 2014
  - Hier. Übers.: Stephan Kleiner. Köln : DuMont 2014, ISBN 978-3-8321-9762-9.